# Promývačka

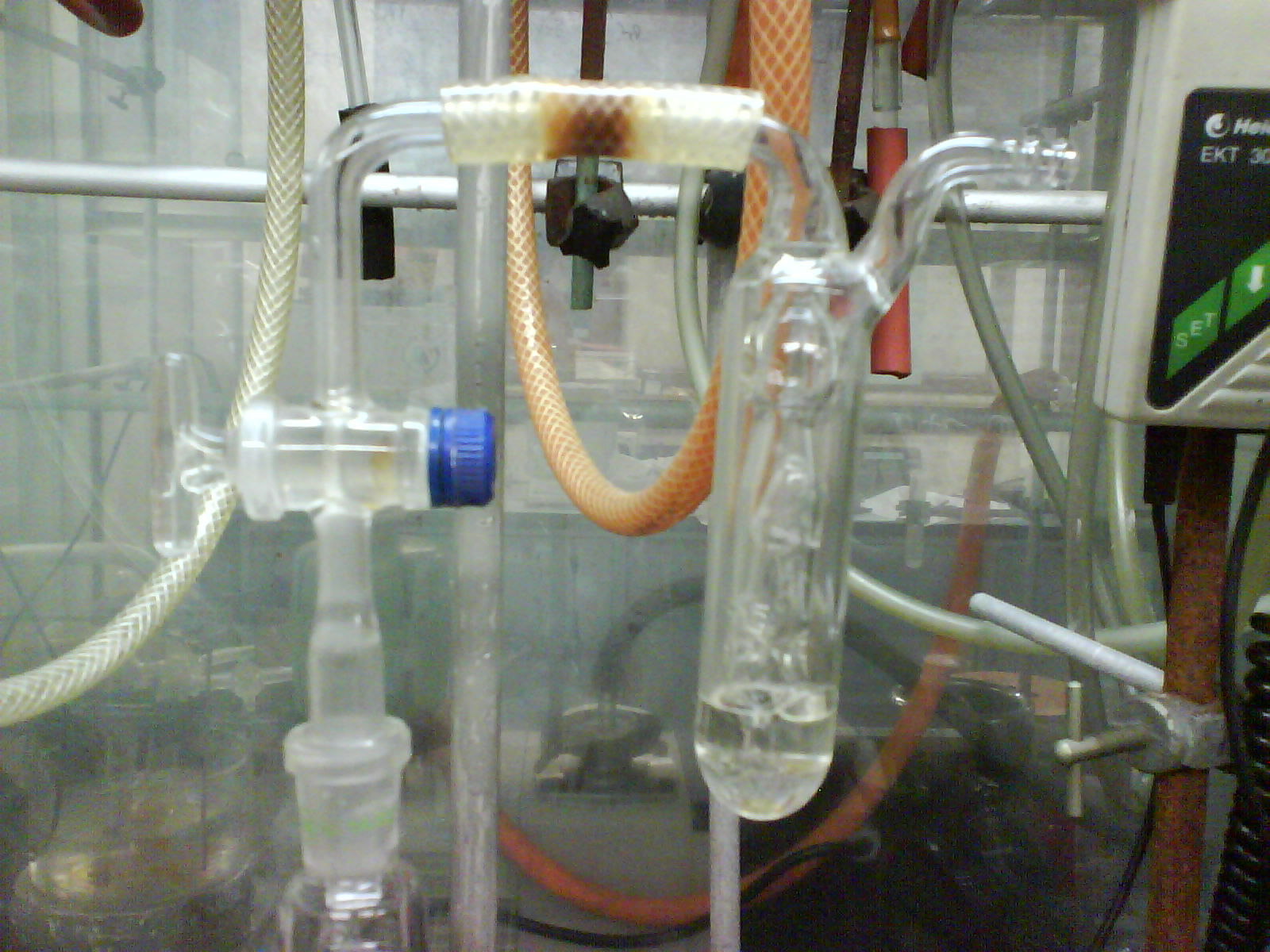
Olejová probublávačka

Promývačka je specializovaná varianta probublávačky - kus laboratorního skla, určený pro nasycení roztoku plynem nebo naopak zbavení nežádoucích příměsí. Jedná se o svislý válec s hlavicí, kterou prochází přívodní trubička, zavedená pod hladinu roztoku, a odchozí trubička s ústím v hlavici. Obě trubičky jsou opatřeny olivkami proti sklouznutí hadic. Hlavice je na tělo promývačky napojena zábrusem. Přívodní trubička je zakončena fritou (sítkem) pro vytvoření proudu drobných bublin pro zvýšení styčné plochy, přes kterou dochází k výměně mezi plynem a kapalinou. Vyrábí se z borosilikátového skla. Promývačky mohou být zapojeny v sérii.
Roztok v promývačce podle účelu slouží k vysušování (H2SO4), odstranění CO2 (roztoky hydroxidů), odstranění NH3 (kyselé roztoky), odstranění stop O2 (redukční činidla).